# 劉柏煙
劉柏煙（1929年8月20日—2008年12月14日），台灣南投市人。2008年野草莓運動期間，劉柏煙因不滿陳雲林事件中馬英九政府的做法，引火自焚而死。

## 生平

### 早年經歷
劉柏煙1929年出生於臺中州南投郡（今南投縣南投市永豐里），1943年南投公學校（後改名為南投國民學校，今南投國小）高等科畢業，1944年入花蓮農校，後念國立臺中高農，其學生時代即相當自負且有正義感。1950年獲中等以上學校畢業生就業講習班結業證書，經考試進入南投市公所服務，同年與李金釵女士結婚。1951年起擔任國立仁愛高級農業職業學校教師，在學校服務期間，讓人感覺豪爽且開朗。1957年中國國民黨中央委員會第二屆基層幹部選拔合格，1968年當選中國國民黨台灣省南投縣委員會第三直屬分部第三屆委員會委員，1971年經中國國民黨台灣省南投縣委員會選為第二區分部第三小組小組長。1979年中央研究院獎勵其實驗金線蓮室外栽培成功，受日本電視台來台專訪。1980年於仁愛高級農業職業學校退休，後在霧社、苗栗銅鑼九華山等地種植金線蓮、石蓮花等作物，1996年搬回永豐里老家。

### 自焚經過
2008年11月11日，野草莓運動邁入第六天，虛歲80歲的劉柏煙於清晨自行搭乘國光號汽車前往台北，並購買汽油，在自由廣場散發抗議書，告知在場學生，為救陳水扁、蘇治芬要自焚。現場師生見劉柏煙的背包上有兩瓶寶特瓶裝的汽油，輔仁大學教授何東洪與幾名學生便將其帶到一旁細談，劉數度表示：「我是來自焚的，但我不會妨礙靜坐學生，我會到遠一點的地方自焚。」並一再重複傳單上的控訴。師生勸他理性，並收走汽油瓶，待他情緒平靜後，再請他到靜坐區休息，同學也端茶給他喝，師生以為已讓他打消自焚念頭。後劉柏煙二度購買汽油，於下午一點，改在人較少的地方引火自焚，造成二到三度燒傷，面積高達80％，被送往台大醫院急救，當時全身劇痛但仍有意識，之後陷入休克狀態。12月14日，經過三十四天的搶救，於凌晨二時逝世於台大醫院，享年79歲。

## 劉柏煙抗議書节选
|  | 我看，行人在路上拿著小國旗，就被警察抓起來，還把國旗折斷。我看，很多警察打人都沒有事。聽說，民眾被抓起來16個還要判罪，那麼一千多名帶警棍打民眾的警察是不是要記大功。 |

|  | 陳雲林跟總統見面時，用手指著總統說你、你、你。我看，總統很高興的樣子，笑一笑。是不是總統叫「你你你」？我做國民黨黨員的，看了很慚愧。如果大陸派更上一級的來，總統不就要跪下來了嗎？ |

## 媒體報導
事後國內媒體一度盛傳劉柏煙為隨國府來台的外省籍老兵。2008年11月11日民進黨立委葉宜津的質詢聲稱：“劉柏煙是國民黨老黨工，對國民黨死忠的外省伯伯，以此種激烈手法死諫……”。2008年11月12日，《中國時報》刊登記者何醒邦撰文聲稱：“……這名追隨國民政府來台的老兵，反共立場早已根深蒂固到難以動搖，看到用一生情感、用生命捍衛的國旗，硬生生被警察這國家機器折斷，他無法適應兩岸關係改變，竟以自焚來表示自己的抗議。”

## 身後及評價
- 2008年12月31日，立法院群賢樓舉辦追思會。民主進步黨主席蔡英文、台灣團結聯盟主席黃昆輝、立法委員王幸男、台灣獨立建國聯盟主席黃昭堂、台灣國家聯盟主席姚嘉文等人於前日召開記者會，呼籲民眾參加。王幸男則呼籲馬英九總統，不管多忙，都應該來燒炷香、行禮致意。[7]
- 前行政院長謝長廷認為劉柏煙在陳雲林來台期間喚起大家「比生命更重要的事」。[8]
- 政論家林保華認為劉柏煙「以身殉道，喚起台灣人民的注意及覺醒」。[9]
- 《自由時報》稱劉柏煙為「護台灣良知」。[10]
- 2009年，前國史館台灣文獻館館長劉峰松拜訪劉柏煙兒女，蒐集其生平資料，於2010年編製成劉柏煙烈士年表。[11][12]